# Mohammad Yaqub Khan
Mohammad Yaqub Khan (pashto: محمد يعقوب خان; Kabul, 1849 – Shimla, 15 novembre 1923) è stato emiro dell'Afghanistan dal febbraio all'ottobre del 1879.
Con lo scoppio della seconda guerra anglo-afghana nel 1878, Sher Ali Khan abbandonò la capitale dell'Afghanistan e morì poi nel febbraio del 1879 nella parte settentrionale del paese. Come successore di Sher Ali, Yaqub firmò il Trattato di Gandamak con la Gran Bretagna nel maggio del 1879, il quale cedette la direzione degli affari esteri dell'Afghanistan all'Impero britannico. Scoppiò una rivolta contro questo accordo, guidata da Ayub Khan nell'ottobre di quello stesso anno, fatto che portò poi all'abdicazione di Yaqub Khan. Ayub Khan gli succedette come nuovo emiro.

## Biografia

### I primi anni e la rivolta
Figlio dell'emiro Sher Ali Khan dell'Afghanistan, Mohammad Yaqub Khan nacque a Kabul nel 1849.
Venne nominato governatore della provincia di Herat nel 1863, poi nel 1870 decise di ribellarsi al governo del padre, ma fallì e venne imprigionato nel 1874.

### Il trattato di Gandamak

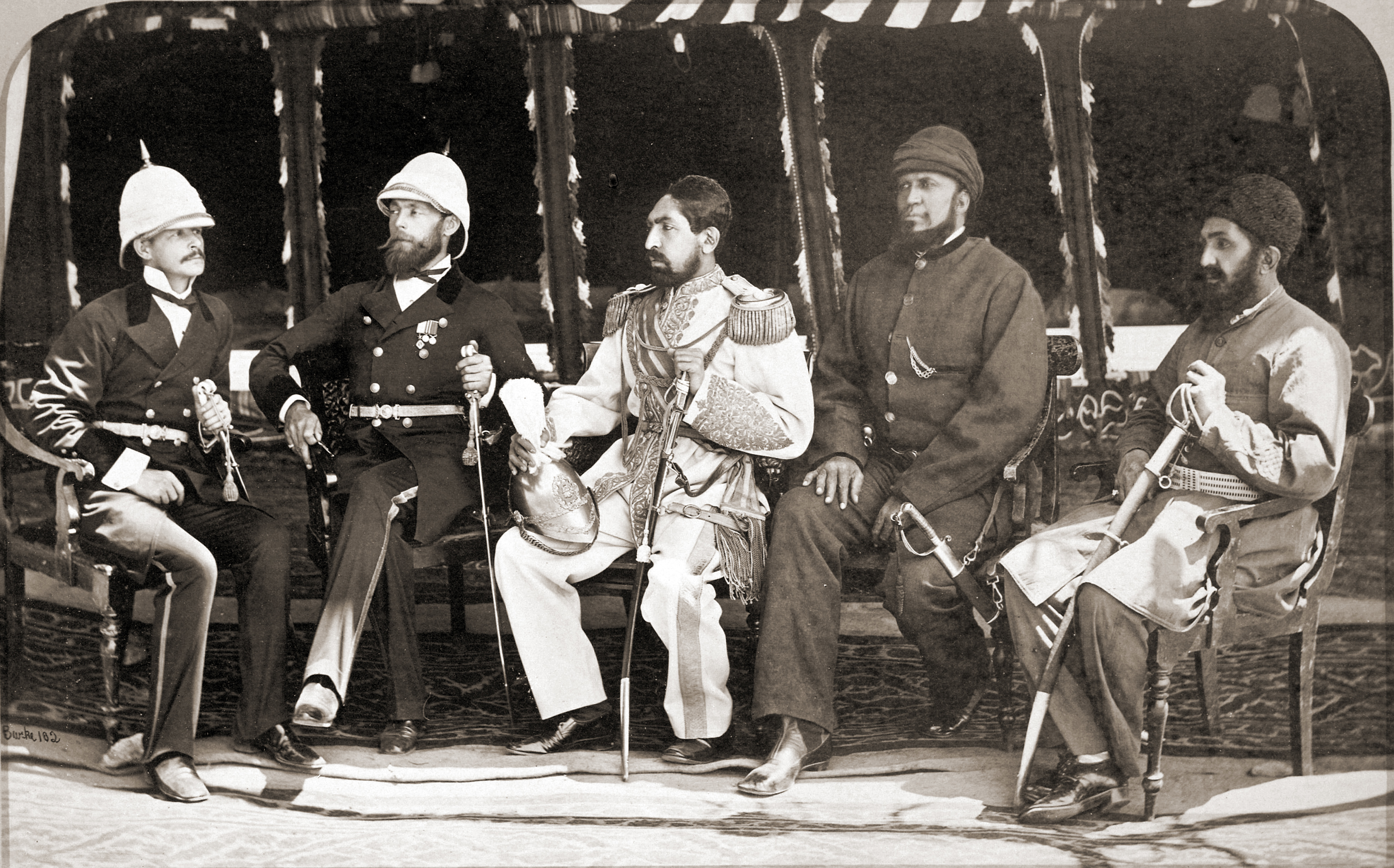
Gandamak, Afghanistan maggio 1879. Seduti, da sinistra a destra: gli ufficiali britannici mr. Jenkyns e maggiore Cavagnari, l'emiro Yakub Khan (al centro), il generale Daoud Shah e Habibullah Mustafi.

Durante la seconda guerra anglo-afghana le truppe inglesi sconfissero le forze dell'emiro Sher Ali, che fuggì nella parte settentrionale del paese dove poi morì, lasciando il trono al figlio Yaqub. Questi, che si trovava in quel momento a Jalalabad, venne chiamato ad accettare le condizioni imposte dai vincitori. Una delle figure chiave dei negoziatori fu il maggiore Pierre Louis Napoleon Cavagnari, poi vice commissario a Peshawar, quindi nominato dal viceré lord Lytton nel 1878 al ruolo di ambasciatore a Kabul, ma non accettato dalla popolazione locale.

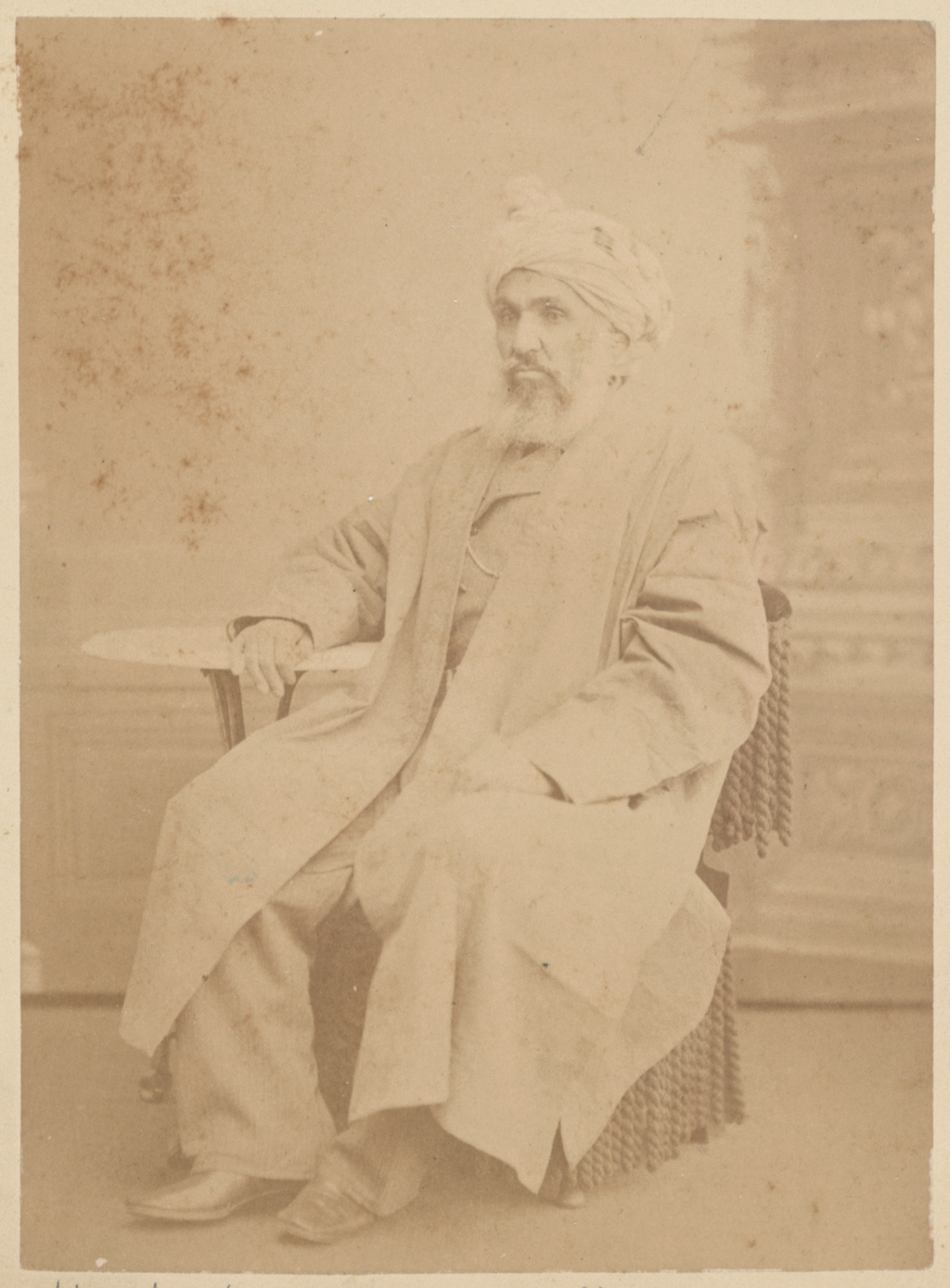
Il mustanfi dell'emiro, Habibulah Khan

Nel maggio del 1879 Yakub Khan andò a Gandamak, un villaggio appena fuori Jalalabad, dove iniziarono i negoziati con Cavagnari. Si arrivò alla firma del trattato di Gandamak col quale l'emiro accettò che gli inglesi gestissero la sua politica estera e accettò la nomina dell'ambasciatore inglese a Kabul col ruolo di plenipotenziario. Cavagnari ebbe il ruolo di residente britannico a Kabul nel luglio del 1879. La situazione a Kabul si fece sempre più tesa ed alcune truppe afghane, non pagate dall'emiro, attaccarono la sede del residente, uccidendo Cavagnari ed i membri della missione diplomatica nel settembre del 1879. Le truppe inglesi allora occuparono Kabul, effettuando un'azione punitiva contro il popolo afghano. Yakub Khan a questo punto abdicò, rifugiandosi prima presso l'accampamento inglese e trasferendosi poi nell'India britannica nel dicembre di quello stesso anno.
Yaqub Khan morì poi in esilio a Shimla nel 1923, senza mai più fare ritorno in Afghanistan.

## Nella cultura popolare
Mohammed Yaqub Khan appare nel romanzo di M.M. Kaye del 1978 dal titolo The Far Pavilions. Il romanzo venne adattato a miniserie TV nel 1984, con l'attore Atul Tandon chiamato ad impersonare il Khan.